# مجلس بولينيزية الكشفي
مجلس بولينيزية الكشفي تأسس في عام 1986 أما بدايات الحركة الكشفية في بولينيزيا الفرنسية فتعود لعام 1947. بولينيزيا الفرنسية أصبحت عضو في الإقليم الكشفي الآسيوي الباسيفيكي التابع للمنظمة العالمية للحركة الكشفية في عام 2001 وقد بلغ عدد الاعضاء في عام 2001 حوالي 793 عضو.